# Красноярскуголь
«Красноярскуголь» — об'єднання з видобутку вугілля в Красноярському краї і в Республіці Тува.

## Історія
Наприкінці XX століття працювало три шахти, шість розрізів.

## Характеристика
Розробляє родовища бурого вугілля в Кансько-Ачинському, Мінусинському, Улуґ-Хемському та Тунгуському басейнах. У 2001 р. видобуто 43,5 млн т вугілля (115.8% від рівня 2000 р.).

## Сучасний стан
Станом на 2004 р. існують: АТ «Красноярскуголь», та ВАТ «Красноярскуголь».